# جورج فابر (حراجي)
جورج فابر (بالفرنسية: Georges Fabre)‏ هو حراجي فرنسي، ولد في 6 يونيو 1844 في أورليان في فرنسا، وتوفي في 21 مايو 1911 في نيم في فرنسا.